# Морське чудовисько

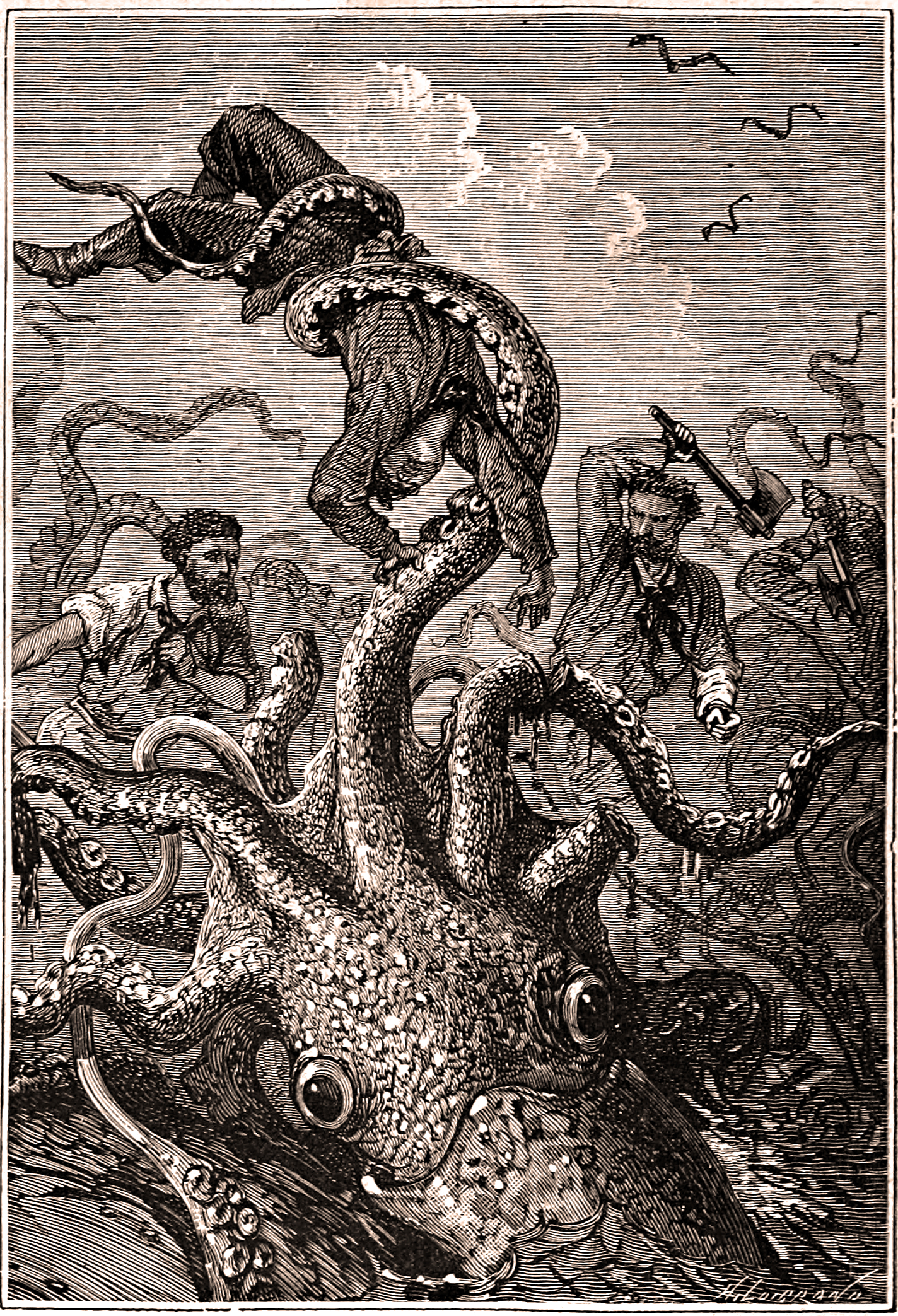
Зображення взяте із копії Ецтеля книги Двадцять тисяч льє під водою.

Морські чудовиська — істоти із фольклору, які як вважали мешкали у глибинах моря, і які як часто уявляли були величезного неосяжного розміру. Морські монстри і чудовиська могли мати різний вигляд, це могли бути морські дракони, морські змії, або істоти із багатьма кінцівками (восьминоги). Часто їх змальовували як чудовисько, що атакує кораблі або здіймає бурхливі бризки води. Уявлення «чудовиська» є суб'єктивним, розповіді про деяких з них могли виникнути із реальних істот таких як кити і різновидів архітеутисів і гігантських кальмарів.